# 郭鑒
郭鑒（1510年—？），字允明，號丹泉，山西澤州高平縣人，民籍，明朝政治人物。

## 生平
山西鄉試第十六名舉人。嘉靖十四年（1535年）中式乙未科會試第二百五十九名，登第二甲第五十六名進士。

## 家族
曾祖郭質，曾任光州知州；祖父郭定，曾任通、邳、鄭三知州；父郭坤，曾任知州。母王氏。慈侍下。兄鑾，贡士；釜；郭鋆，行人；郭鎜，同科进士；弟鑋；鎣；鋈；鈭。

## 延伸阅读
[在维基数据编辑]